# Эра (приток Арно)
Эра (итал. Era, лат. Hera) — река в Италии, на севере Тосканы, один из крупнейших левых притоков реки Арно, впадает в неё в 30 км от Пизы. Длина реки — 54 км. Площадь водосборного бассейна — 595 км².

## Описание
Река образуется слиянием двух малых речек (итал. torrente), именуемых по основному гидрониму: Эра-Вива (итал. Era Viva, Живая Эра) и Эра-Морта (итал. Era Morta, Мёртвая Эра), длиной около 7 км каждая и берущих начало к северу от возвышенности Ла-Бертеска (529 м) к востоку от Вольтерры. Течёт в северо-западном направлении мимо городов Лаятико, Фаббрика-ди-Печчоли, Терричола, Печчоли и Понсакко. Впадает в Арно на высоте 15 м над уровнем моря у города Понтедера.
Бассейн реки граничит с бассейнами рек Чечина, Фине, Тора, Изола и Креспина.
Основные притоки — Кашина (лв), Рольо (пр), Стерца (лв), Раджане (лв), Альтино (лв), Фриджоне (пр), Каприджине (пр).

## История
Город Вольтерра, в непосредственной близости от которого берёт начало Эра, известен в истории, как один из крупнейших городов этрусского Двенадцатиградья (Додекаполиса). Место основания этого города обусловили не только известные ещё с бронзового века рудные месторождения в окружающих горах, но и стратегические достоинства его местоположения, на пересечении двух рек, расходящихся от города в разные стороны по взаимно перпрендикулярным направлениям. Если Эра впадает в Арно, то река Чечина (итал. Cecina), также берущая начало в ближайших окрестностях Вольтерры, но с противоположной, западной стороны горы, — непосредственно в море, и Вольтерра контролировала оба этих пути.
Через реку Эру перед её впадением в Арно в Средние века был построен мост (впервые упоминается в 1099 году), который дал имя возникшему гораздо позже городу Понтедера (в переводе — мост через Эру).
4 ноября 1966 года, в тот же день, что и Наводнение во Флоренции после аварийного спуска воды из водохранилища, резко поднялся уровень воды и в реке Эра, из-за чего произошло наводнение в городе Понтедера.

## Виды реки

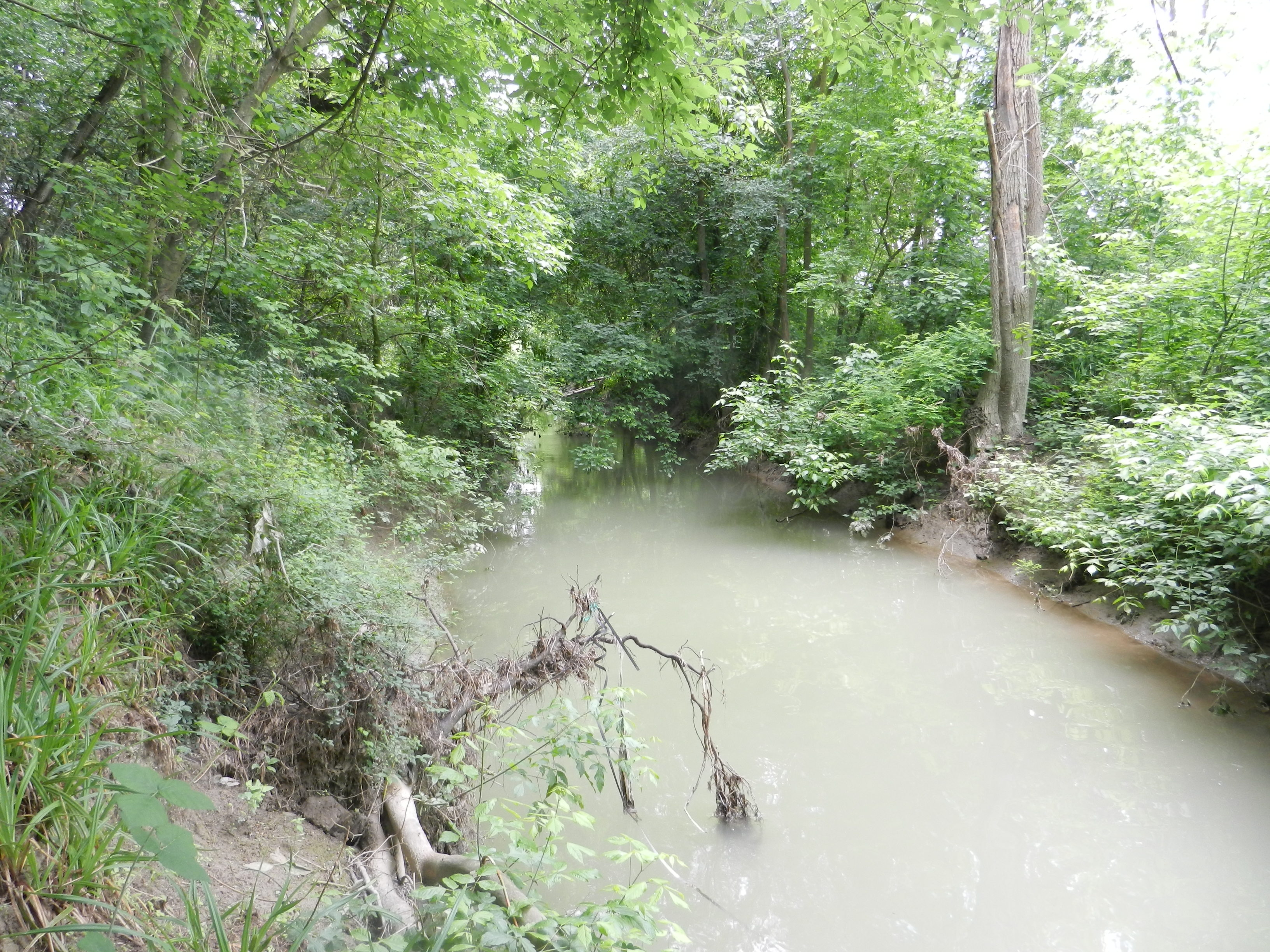
Река Эра близ Капанноли
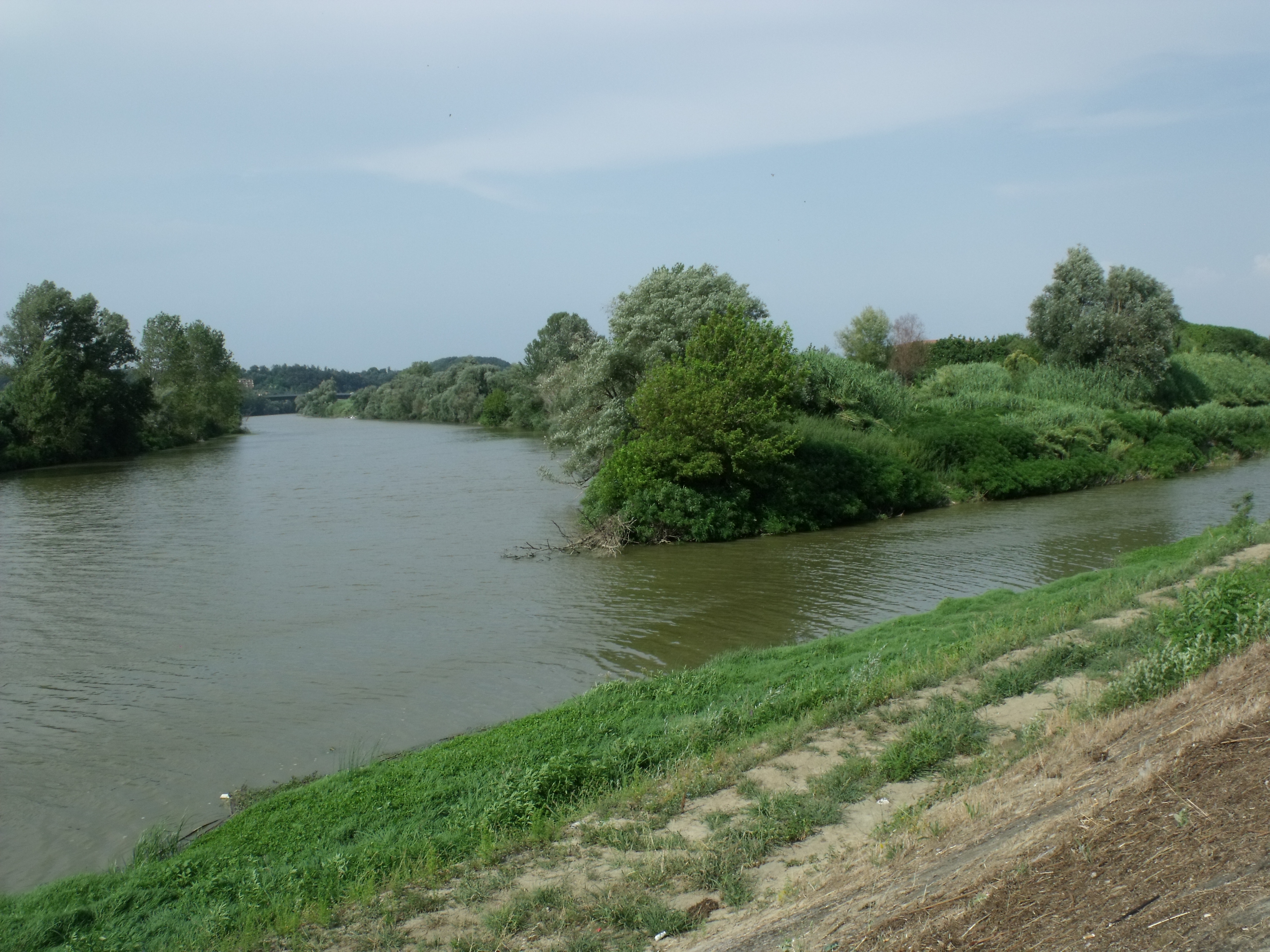
Место впадения Эры (справа) в Арно